# Fides (virtud romana)

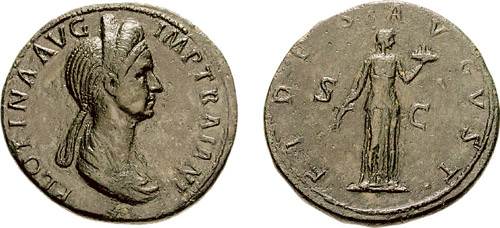
Sestercio de Pompeia Plotina. En el reverso FIDES AVGVST, S C y la personificación de la fides, de pie, sosteniendo espigas y canasta de frutas (c. 112).

Moneda de Constantino con la personificación del Fides militum FIDES MILITUM AQP, de pie como portando dos largas banderolas.

Fides es una de las tres virtudes cardinales de la moral romana junto a la pietas y la virtus. Es personificada en la Antigua Roma por la diosa Fides.
Es una palabra en latín (del verbo latino fido, "fiarse", "tener confianza en") que puede traducirse por lealtad, buena fe, confianza, honor en el cumplimiento de la palabra o juramento. Pertenece a las virtudes públicas que, para la cultura romana, deberían ser compartidas por toda la sociedad. 
Fides es todo lo que se aplica a la buena fe, honor o credibilidad en diferentes relaciones, desde la fidelidad en el matrimonio hasta los acuerdos comerciales contractuales o desde las obligaciones que los soldados deben a Roma o hasta las relaciones estatales con los aliados federados de Roma, los socii. También el patrono (patronus) estaba obligado a su liberto (fides patroni), hasta su total independencia, que se producía cuando moría él y sus herederos. 
Fides puede ir unido a otras palabras latinas con significado similar como Bona fides (abreviado, B. F.), Mala fides (abreviado, M. F.), Promissa fides (abreviado, P. F.) o Fides militum.
A lo largo del siglo XX, los académicos han debatido si el significado original de fides era principalmente jurídico, moral, social o religioso, sugiriendo que ha podido desempeñar un papel en más de uno de estos aspectos. Otros han sugerido que era poco más que una farsa política. Se había despositado la confianza en una institución o persona, creyendo que la institución actuaría de manera apropiada.